# Villa Möckel

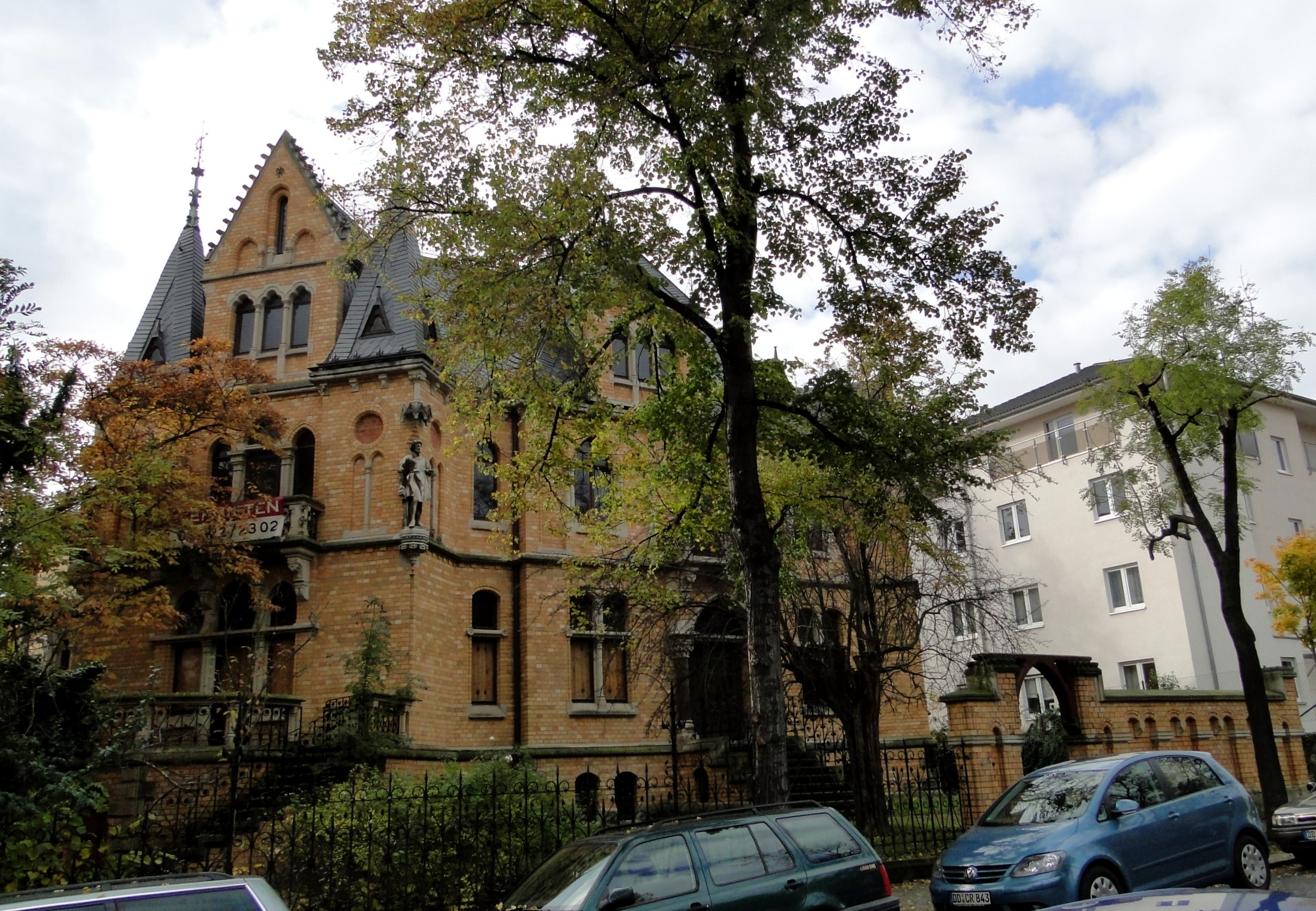
Die Villa Möckel

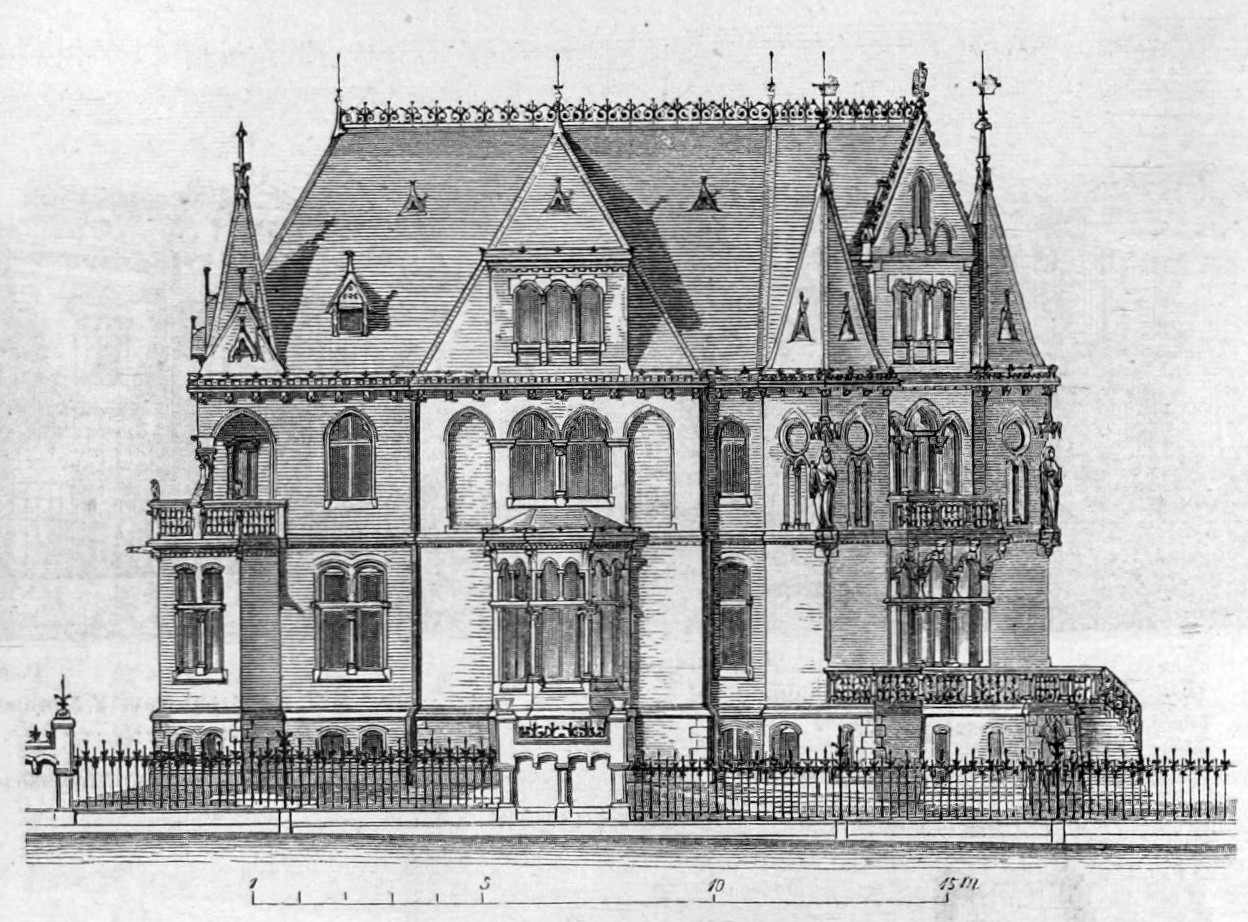
Ansicht 1878

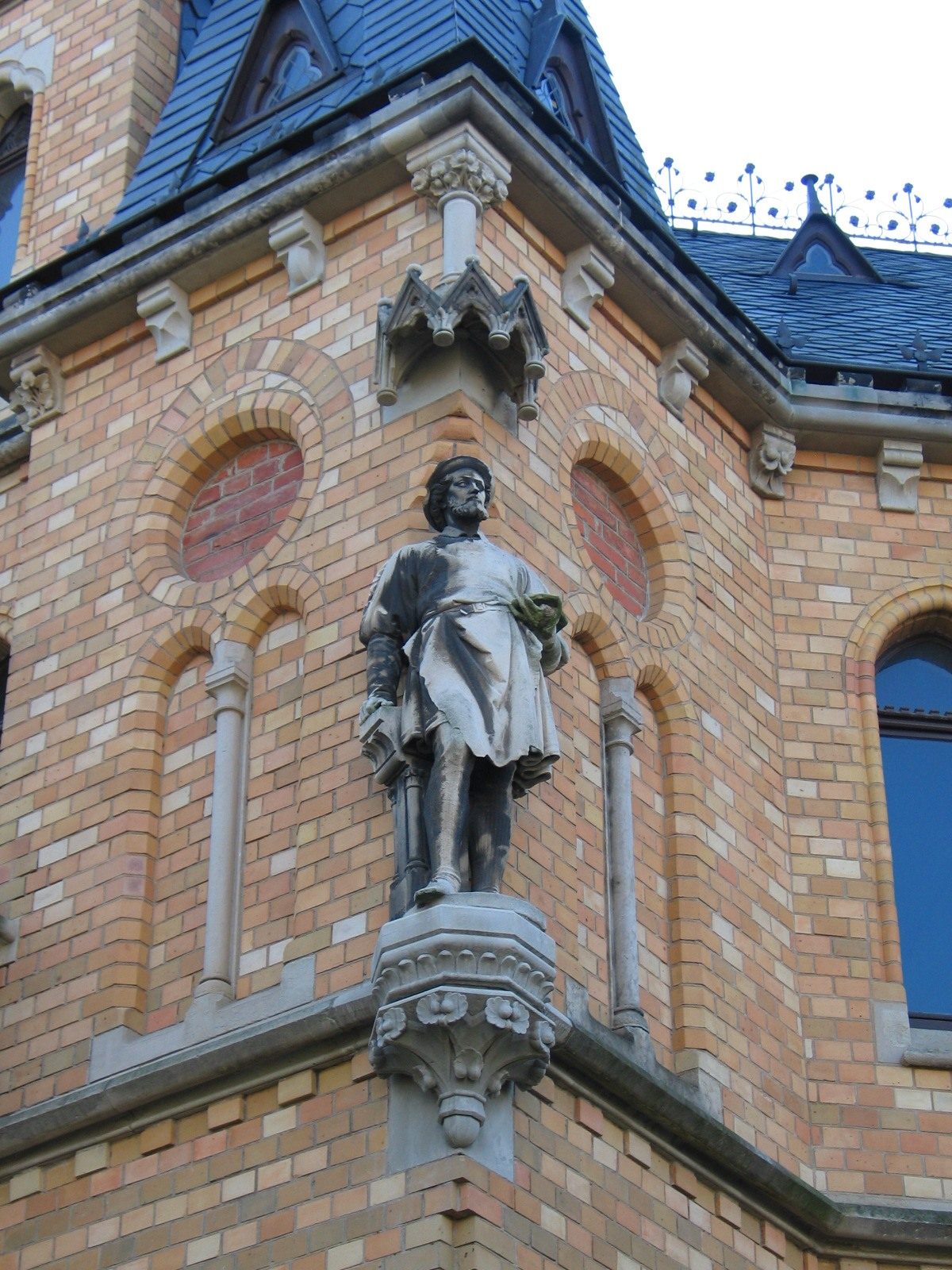
Statue Möckels an der Villa Möckel

Die Villa Möckel ist ein denkmalgeschütztes Gebäude auf der Leubnitzer Straße 28 im Dresdner Stadtteil Südvorstadt. Das Gebäude befindet sich im Schweizer Viertel, das um 1900 zu den nobelsten Gegenden Dresdens zählte.

## Geschichte
Die Villa wurde von 1877 bis 1878 von Architekt Gotthilf Ludwig Möckel für sich und seine Familie entworfen und zählt zu den ältesten Villen der Stadt. Möckel war der Architekt der Dresdner Johannes- und Erlöserkirche und einer der Hauptvertreter der Neogotik. Die Villa blieb bei der Bombardierung Dresdens unbeschädigt und wurde später saniert.
1948 bis 1951 war das Haus Sitz des Landesverwaltungsgerichtes Sachsen.

## Baubeschreibung
Das zweigeschossige Gebäude wurde im Stil der Neogotik errichtet. Die Fassade aus gelben Klinkern ist mit Sandsteinelementen gegliedert. Das hohe Walmdach wird durch „Gauben und Turmhelme aufgelockert“.
Die Villa Möckel liegt als Eckhaus zur Liebigstraße, von dem zwei kurze Gebäudeflügel abgehen. Die Eckansicht des Hauses stellt die Hauptfassade dar. Im Erdgeschoss führt eine kleine Freitreppe zu einer halbrunden Terrasse. Am zweiten Stock der Hauptfassade befindet sich ein Balkon, der von Sandsteinfiguren flankiert wird. Zwei weitere Sandsteinfiguren befinden sich in Ecknischen des Gebäudes. Diese stellen Architekt Möckel und seine Frau in altdeutscher Tracht dar. Die Hauptansicht des Gebäudes schließt mit einem Türmchen ab. Der Haupteingang des Hauses befindet sich am rechten Flügel, wird über eine Treppe betreten und ist reich verziert. Über dem Eingang befindet sich ein weiterer Balkon.
Das Gebäudeinnere ist unter anderem mit einem Wandgemälde geschmückt, das die Familie Möckel und den Grundriss der Johanneskirche zeigt.